# Blog
|  | No s'ha de confondre amb Bloc. |

Un blog (de l'anglès blog, abreviació de weblog: diari web) és un diari interactiu personal (dip) a Internet. Un blog és dissenyat perquè, com un diari, cada article tingui data de publicació, de manera que la persona que escriu (bloguer) i les que llegeixen puguin seguir tot el que s'ha publicat i editat.
En cada missatge o article d'un blog els lectors poden escriure comentaris (si l'autor ho permet) i aquest, al seu torn, donar-los resposta. Cada blog té el seu propi tema i n'hi ha de tipus personal, econòmic, periodístic, tecnològic, educatiu, polític, etc. Hi ha nombroses eines de manteniment de blogs que permeten administrar-los sense necessitat de grans coneixements.
Podem resumir que un weblog és una publicació en línia amb històries publicades amb una periodicitat molt alta, encara que la gent pot publicar amb la regularitat que vulgui. A més a més, són presentats en un ordre cronològic invers, és a dir, el que es publica el darrer serà el primer que surti en pantalla. També és molt habitual que en els blogs es disposi d'una llista d'enllaços a uns altres blogs, que es diu blog-roll.

## Història
El concepte de blog existeix des dels principis d'Internet. Tim Berners Lee, l'inventor de la web, tenia una pàgina on incloïa els nous llocs web que s'anaven creant i feia un comentari sobre cadascun; però el primer weblog com a tal Scripting News va néixer el 9 d'octubre de 1994, de la mà de Dave Winer.
A Espanya comencen a sorgir a inicis del 2000, i a Catalunya VilaWeb fou el primer mitjà digital en incorporar una plataforma de blogs personals fàcilment gestionable pels mateixos usuaris. Blogcat i Blog.cat són unes de les primeres eines catalanes de publicació de blogs personals. L'agost del 2006, segons l'inventari que realitza NITLE Weblog Census Arxivat 2012-01-18 a Wayback Machine., la llengua catalana era la segona amb més blogs (123.320), just per darrere de l'anglès (1.958.443) i per davant del francès (83.950).
El 16 de febrer de 2011, hi havia més de 156 milions de blogs públics existents. El 20 de febrer de 2014, hi havia al voltant de 172 milions de Tumblr, i de 75,8 milions de blogs de WordPress a tot el món. Segons els crítics i altres bloguers, Blogger és el servei de blogs més popular avui en dia, però Blogger no ofereix estadístiques públiques. Technorati té 1,3 milions de blogs amb data a 22 de febrer de 2014.

## Característiques generals
En els blogs ens donen l'oportunitat de disposar d'un sistema de comentaris que permet als lectors establir una conversa amb l'autor del blog i entre ells, en relació amb el que s'ha publicat. És propi dels weblogs de fer un ús intensiu d'enllaços amb altres pàgines o altres blogs per poder ampliar la informació, citar fonts o fer notar que se segueix informació d'altres blogs.
Un blog té unes característiques bastant generals, com per exemple:
- Són col·laboratius, ja que tenen la possibilitat que els altres internautes puguin afegir-hi comentaris.
- Són definibles, cosa que vol dir que els autors poden restringir qui vol que comenti aquest blog i qui no. Això fa que alguns blogs tinguin un cercle participatiu bastant petit. Però que sigui restringit no vol dir que no sigui ni públic ni visible per a qualsevol internauta.
- Són interactius: des del mateix blog un pot enllaçar-se amb altres blogs, webs, fitxers d'àudio, vídeos, etc., entre d'altres.
- Són gratuïts.

## Terminologia
En català, el Consell Supervisor del TERMCAT va proposar l'any 2005 les formes «bloc» i «blocaire». El 2013 la Secció Filològica de l'Institut d'Estudis Catalans va desestimar aquests mots i es va decantar per incloure «blog» i «bloguer» o «bloguera» al Diccionari de la llengua catalana de l'IEC.

## Bloguers
Els bloguers són els qui elaboren blogs. En general, els blogaires, també anomenats en anglès webloggers o bloggers, formen veritables comunitats en línia amb aquells amb qui comparteixen interessos. Aquestes comunitats o blogosferes poden tenir diverses formes. Existeixen grups de treball en col·laboració que utilitzen un weblog com a eina per a comentar, opinar i escriure notícies relatives a la seva tasca.
A vegades es crea un debat entre diferents bloguers per reflexionar sobre un tema (mem). Dins de la blogosfera, trobem comunitats com Global Voices, que congreguen bloguers d'arreu del món «que treballen plegats per oferir traduccions i reportatges dels blogs i mitjans de comunicació mundials, fent èmfsi en les veus que no se senten normalment als principals mitjans de comunicació».

## Projecte d'informe per la UE
En aquest document sobre la concentració i la pluralitat dels mitjans de comunicació a la Unió Europea, Marianne Mikko fa un treball d'observació sobre els blogs, els considera com un mitjà comú en l'expansió de l'expressió pròpia tant de professionals dels mitjans de comunicació com de les persones en general, i es lamenta que l'estatut dels autors i de qui els publiquen, inclosos l'estatut jurídic, no es defineix ni es deixa clar davant dels lectors, la qual cosa provoca incertitud respecte de la imparcialitat, fiabilitat, protecció de fonts, i aplicació de codis ètics i atribució de responsabilitats en cas d'accions judicials. Suggereix la clarificació de l'estatut dels blogs, jurídic o d'altra natura, incloent-hi un etiquetatge voluntari dels mateixos blogs, atenent criteris de responsabilitat professional, financers i els interessos dels seus autors i de qui els publica.

## Tipus de blogs
El que caracteritza els blogs no són els temes que tracten, sinó la manera que es publica la informació. De totes maneres, se'n pot fer una classificació no exhaustiva en els tipus següents:
- Blog personal. El de la persona que explica els detalls de la seva vida.
- Blog de l'expert sobre un tema. Hi ha moltes persones que utilitzen els seus blogs per transmetre els seus coneixements d'expert. Així, a part de beneficiar tota la comunitat, també n'aprofiten per guanyar notorietat tot incidint en la seva activitat professional.
- Blog polític. Des de candidats a campanyes electorals fins a gent que aprofita el weblog per explicar el sentit del seu vot. És habitual veure debats molt vius entre diferents blogs o grups de blogs, tot facilitant la participació dels ciutadans en el debat democràtic públic.
- Blog professional. Hi ha grups de professionals que es coordinen o expliquen els seus projectes a través de les bitàcoles. Això sol ser molt habitual en projectes de programari lliure.
- Blog periodístic. Simplement dona informació, talment un diari tradicional.

## Variants
- Edublogs, relacionats amb el món de l'educació, que ofereixen unes possibilitats d'interacció molt interessants entre l'alumnat i el professorat, duent l'educació més enllà dels límits de la sala de classe i dels horaris propis de l'ensenyament obligatori.
- Els fotologs (o fotoblogs) o els videoblogs, que mostren la informació sota el format de fotografia o vídeo respectivament.
- Els blikis la combinació dels conceptes blog i wiki.

## Característiques principals
Cada contingut afegit al blog s'anomena apunt o entrada i consisteix en un article escrit, que també pot anar acompanyat de so, imatges, vídeo, etc.
Les diferents entrades (o apunts) es classifiquen de manera cronològica, segons el seu ordre de publicació, i cadascuna d'elles consta de diferents parts. Bàsicament:
- El títol, que descriu el contingut de l'apunt
- La data i l'hora de publicació
- L'opció d'incloure comentaris d'altres usuaris
- Les etiquetes (també conegudes amb el nom de tags), o sistema de catalogació temàtica dels apunts publicats

Per exemple, si el nostre blog és sobre música i l'apunt que volem publicar parla d'instruments de percussió,
- Les etiquetes que hi posaríem podrien ser "instruments" i "percussió". D'aquesta manera, si un visitant seleccionés al blog l'etiqueta "percussió", podria visualitzar tots els apunts específics sobre percussió que hi ha al blog.

## Eines per a la seva creació i manteniment

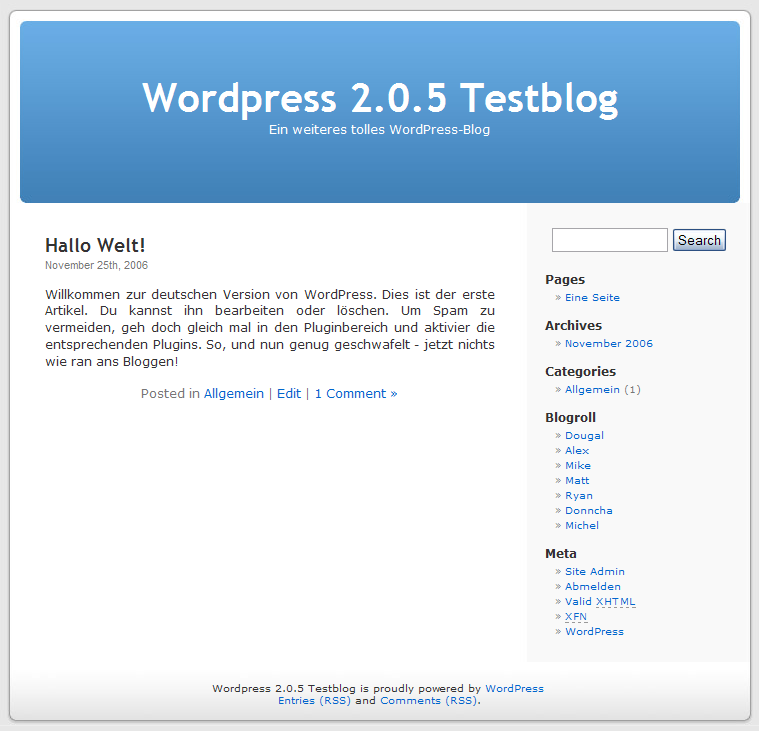
Sistema de blogs de WordPress

Hi ha diverses eines de manteniment de blogs que permeten, moltes gratuïtament i sense necessitat d'elevats coneixements tècnics, administrar tot el weblog, coordinar, esborrar o reescriure els articles, moderar els comentaris dels lectors, etc. , d'una manera gairebé tan senzilla com administrar el correu electrònic. Actualment el seu mode d'ús s'ha simplificat a tal punt, que gairebé qualsevol usuari és capaç de crear i administrar un blog personal.
Les eines de manteniment de weblogs es classifiquen, principalment, en dos tipus: aquelles que ofereixen una solució completa d'allotjament, gratuïta (com Freewebs, Blogger i LiveJournal), i aquelles solucions consistents a software que, en ser instal·lat en un lloc web, permeten crear, editar i administrar un blog directament al servidor que allotja el lloc (com és el cas de WordPress o de Movable Type). Aquest programari és una variant de les eines anomenades Sistemes de Gestió de Contingut (CMS), i molts són gratuïts. La barreja dels dos tipus és la solució plantejada per WordPress.
Les eines que proporcionen allotjament gratuït assignen a l'usuari una adreça web (per exemple, en el cas de Blogger, l'adreça assignada acaba a "blogspot.com") i us proveeixen d'una interfície, a través de la qual es podeu afegir i editar contingut. Òbviament, la funcionalitat d'un blog creat amb una d'aquestes eines, es limita al que pugui oferir el proveïdor del servei, o hosting.
Un programari que gestioni el contingut, en tant, requereix necessàriament un servidor propi per ser instal·lat, de la manera com es fa en un lloc web tradicional. El seu gran avantatge és que permet un control total sobre la funcionalitat que oferirà el blog, possibilitant així adaptar-lo totalment a les necessitats del lloc, i fins i tot combinar-lo amb altres tipus de contingut.

## Comunitat i catalogació

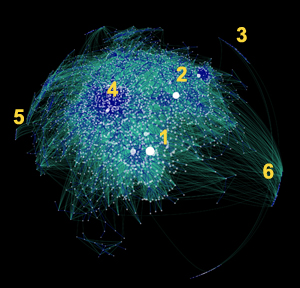
Representació artística de les interconnexions entre blogs i els seus autors a la "blogosfera" el 2007.

Blogosferala comunitat col·lectiva de tots els blogs i autors de blogs, especialment els blogs notables i molt llegits, es coneix com la blogosfera. Com que tots els blogs estan a Internet per definició, es poden veure com interconnectats i connectats a xarxes socials, mitjançant blogrolls, comentaris, linkbacks (refbacks, trackbacks o pingbacks) i backlinks. Les discussions "a la blogosfera" van ser utilitzades ocasionalment pels mitjans de comunicació com a mesura de l'opinió pública sobre diversos temes. Com que poden sorgir noves comunitats de bloguers i els seus lectors sense explotar en l'espai d'uns quants anys, el màrqueting a Internet presta molta atenció a les "tendències de la blogosfera".
Motors de cerca de blogss'han utilitzat diversos motors de cerca de blogs per cercar continguts de blogs, com ara Bloglines (disfunt), BlogScope (disfunt) i Technorati (desaparegut).
Comunitats i directoris de blogsexisteixen diverses comunitats en línia que connecten persones amb blogs i bloggers amb altres bloguers. També hi ha disponibles plataformes de blogs per a interessos específics. Per exemple, Blogster té una important comunitat de bloggers polítics entre els seus membres. Global Voices agrupa bloggers internacionals, "amb èmfasi en veus que no s'escolten habitualment als mitjans internacionals convencionals".
Blogs i publicitatés habitual que els blogs incloguin bàners publicitaris o contingut promocional, ja sigui per beneficiar econòmicament el blogger, per suportar els costos d'allotjament del lloc web o per promocionar les causes o productes preferits del blogger. La popularitat dels blogs també ha donat lloc a "blogs falsos" en què una empresa crearà un blog de ficció com a eina de màrqueting per promocionar un producte.
A mesura que la popularitat dels blogs va continuar augmentant (a partir del 2006), la comercialització dels blogs està augmentant ràpidament. Moltes corporacions i empreses col·laboren amb bloggers per augmentar la publicitat i involucrar comunitats en línia amb els seus productes. En el llibre Fans, Bloggers, and Gamers, Henry Jenkins va afirmar que "Els bloggers prenen el coneixement a les seves pròpies mans, permetent una navegació exitosa dins i entre aquestes cultures del coneixement emergents. Es pot veure un comportament com la cooptació a la cultura de les mercaderies. en la mesura que de vegades col·labora amb interessos corporatius, però també es pot veure com augmenta la diversitat de la cultura mediàtica, proporciona oportunitats per a una major inclusió i fa més sensible als consumidors".